# 데이비드 로즈

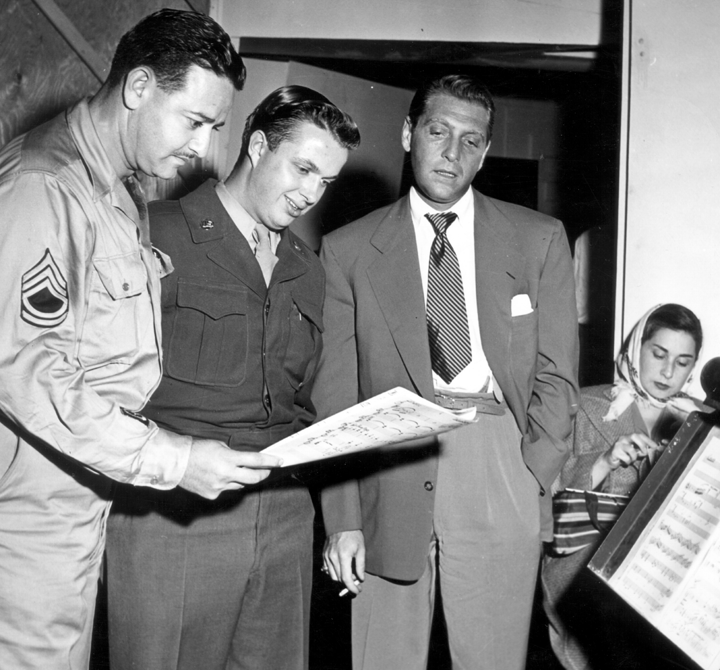
데이비드 로즈(오른쪽, 1946년)

데이비드 로즈(David Rose, 1910년 6월 5일 ~ 1990년 8월 23일)는 영국의 가수이다. 런던에서 태어났다. 어릴 적에는 시카고에서 자랐으며, 음악학교를 나온 후 테드 피오리트 악단의 피아니스트 겸 편곡자가 되었다. 후에 로스앤젤레스에서 방송음악을 담당하였으며, 〈할리데이 온 스트링스〉 등 그 현 섹션의 아름다운 편곡 수법으로 이름을 떨쳤다. 또한, 주디 갤런드 등 수많은 영화가수에게 편곡을 제공하였으며, 이후 무드 음악의 1인자로 활약하였다.